# Eva Lubbers

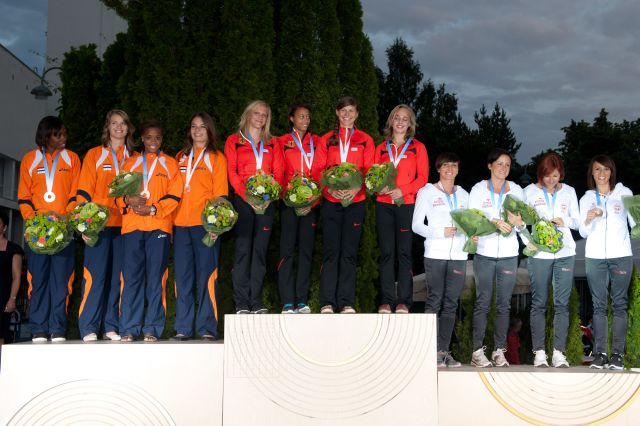
Met Kadene Vassell, Dafne Schippers en Jamile Samuel op het podium in Helsinki, EK 2012.

Eva Lubbers (Uithoorn, 6 februari 1992) is een Nederlandse voormalige atlete. Haar specialisatie lag op de sprintafstanden. Zij nam eenmaal deel aan de Olympische Spelen en bereikte bij die gelegenheid de finale op de 4 × 100 m estafette. Het was voor het eerst sinds 1968 dat bij de vrouwen een Nederlands estafetteviertal dit presteerde. Tevens was zij was op dit onderdeel van 2012 tot 2014 medehoudster van Nederlandse record.

## Loopbaan
Lubbers vestigde in 2010 voor het eerst internationaal de aandacht op zich door tijdens de wereldkampioenschappen voor junioren in het Canadese Moncton op de 4 × 100 m estafette de bronzen medaille te veroveren. Het Nederlandse viertal, dat verder bestond uit Dafne Schippers, Loreanne Kuhurima en Jamile Samuel, liep bij die gelegenheid 44,09 s, een Nederlands jeugdrecord.
Twee jaar later, in 2012, leverde Eva Lubbers haar tot dan toe grootste prestatie door op de 4 × 100 m, samen met Kadene Vassell, Dafne Schippers en Jamile Samuel, zilver te veroveren op de Europese kampioenschappen in Helsinki. Het viertal deed dit in de Nederlandse recordtijd van 42,80. Deze tijd werd verbeterd op 9 augustus 2012 tijdens de series 4 × 100 m estafette op de Olympische Spelen van Londen naar 42,45. Het Nederlandse viertal kwalificeerde zich hiermee tevens voor de finale. Hierin kwam het Nederlandse viertal tot een zesde plaats in 42,70, de op een na snelste tijd ooit gelopen.
Lubbers was eerst lid van AKU in Uithoorn en later van Phanos in Amsterdam.

## Persoonlijke records
Outdoor
| Onderdeel    | Prestatie | Datum        | Plaats |
| ------------ | --------- | ------------ | ------ |
| 100 m        | 11,58     | 12 mei 2012  | Hoorn  |
| 200 m        | 23,51     | 2 juni 2012  | Genève |
| hoogspringen | 1,76      | 14 juni 2008 | Leiden |

Indoor
| Onderdeel | Prestatie | Datum            | Plaats    |
| --------- | --------- | ---------------- | --------- |
| 60 m      | 7,36      | 17 februari 2013 | Apeldoorn |

## Palmares

### 60 m
- 2011: 6e NK - 7,67 s
- 2012: 6e NK - 7,58 s
- 2013:  NK indoor - 7,36 s

### 100 m
- 2009: 6e NK - 12,12 s (+2,1 m/s)
- 2011: 5e NK - 12,06 s (-0,9 m/s)
- 2012:  NK - 11,82 s (+0,1 m/s)

### 200 m
- 2009:  NK - 24,65 s
- 2010:  NK indoor - 24,88 s
- 2011:  FBK Games (nat.) - 25,03 s (+0,8 m/s)
- 2011: 5e NK - 24,17 s (+0,6 m/s)
- 2011: 6e in ½ fin. EK U20 in Tallinn - 24,44 s (-1,5 m/s)
- 2012: 7e FBK Games - 23,67 s (-0,9 m/s)
- 2012:  NK - 23,74 s (-0,7 m/s)

### hoogspringen
- 2008:  Gouden Spike - 1,76 m
- 2008: 4e Ter Specke Bokaal - 1,72 m
- 2009:  NK indoor - 1,79 m
- 2009:  Ter Specke Bokaal - 1,69 m

### 4 × 100 m
- 2010:  WK U20 - 44,09 s
- 2011: DQ EK U20
- 2012:  Ter Specke Bokaal - 44,31 s
- 2012:  EK - 42,80 s (NR)
- 2012: 6e OS - 42,70 s (in serie 42,45 s = NR)
- 2013: DNF EK voor landenteams First League in Dublin